# Guillermo Meza Álvarez
Guillermo Meza Álvarez (* 11. September 1917 in Mexiko-Stadt; † 2. Oktober 1997 ebenda) war ein mexikanischer Maler und Bühnenmaler.

## Biografie
Guillermo Meza stammte aus bescheidenen Verhältnissen. Sein Vater Melitón Meza García war ein Mexikaner indigener Abstammung, seine Mutter hieß Soledad Álvarez Molina. Ab 1926 besuchte er die Schule und interessierte sich schon in jungen Jahren für musische Fächer. Er lernte später an der Arbeiter-Abendschule Escuela Nocturna de Arte para Trabajadores No 1 und dann an der Escuela España-México, während er nebenbei Tätigkeiten als Verkäufer, Mechaniker, Klempner, Fotograf, Retuschierer und Hausmeister nachging, um seinen Lebensunterhalt zu bestreiten. Seine Kunstlehrer waren die Maler Francisco Díaz de León und Santos Balmori Picazo. An der Escuela España-México lernte er auch seine spätere Frau Josefa Sánchez, genannt „Pepita“, kennen, die er 1947 heiratete und mit der er die vier gemeinsamen Kinder Carolina, Federico, Magdalena und Alejandro hatte.
1939 entdeckte ihn Diego Rivera und ermöglichte ihm 1940 durch seine Beziehungen zu Inés Amor die erste Einzelausstellung in der Galería de Arte Mexicano. Es folgten mehrere Ausstellungsteilnahmen in Mexiko, den Vereinigten Staaten und in Europa. 1947 arbeitete er an der mexikanischen Tanzakademie Academia Mexicana de Danza und ein Jahr darauf mit den Musikern der Linterna mágica (Laterna magica). Er war Präsident des Ersten nationalen Kongress visueller Künstler (Primer Congreso Nacional de Artistas Visuales) des Kultusministeriums (Secretaría de Cultura) im Distrito Federal de México und gewann 1953 sowie 1954 bei den nationalen Malwettbewerben des Salón de la Plástica Mexicana. Am 6. Mai 1968 verstarb seine Frau „Pepita“ in Contreras, wo die Familie zu diesem Zeitpunkt lebte. 1977 arbeitete er auch als Bühnermaler und Kostümbildner für eine norwegische Ballettkompanie. Seine Bilder zählen heute zu den Sammlungen namhafter Museen Amerikas. Er starb an einem Herzinfarkt.